# Anders Bernmar
Per Anders Samuel Bernmar, ursprungligen Andersson, född 30 september 1917 i Nödinge församling, död 25 augusti 2001 i Örgryte församling, var en svensk idrottsledare i svensk fotboll och ishockey. Han byggde upp IFK Göteborg till ett internationellt storlag men var även lagledare för de SM-vinnande lagen i Djurgårdens IF (1955) och Västra Frölunda IF (1965).

## Biografi

### Uppväxt och aktiv karriär
Bernmar växte upp i den lilla industriorten Bohus, några mil norr om Göteborg. Familjen bodde i arbetarbostadsområdet Solbacken som tillhörde Kväveindustrier (Eka Nobel). Bernmar hade tre äldre systrar och en yngre bror. Bernmar bodde från 1930 i Olskroken sedan hans far blivit kamrer vid Gamlestadens fabriker. På 1940-talet bytte familjen på faderns initiativ efternamn till Bernmar. Namnet är skapat utifrån hans fars två förnamn, Berndt och Martin.
I Olskroken tog idrottskarriären fart med spel i kvartersklubbar som BK Forward och Uddens IF. BK Forward var han själv med och grundade tillsammans med bland andra Göte Sjösten och Nils "Nippe" Johansson (båda senare i Gais). Han gjorde några matcher i Örgryte IS ungdomslag innan han värvades av IFK Göteborg. Han spelade främst i B-laget. Det blev dock en allsvensk match för Bernmar säsongen 1937/38 och två vänskapsmatcher i A-laget säsongen därpå.. 
Han påbörjade realskolestudier som han avbröt. Han började som springpojke och leveransbud på Grand Bazar och befordrades till expedit på herravdelningen på EPA på Första Långgatan i Göteborg. Under 1940-talet flyttade Bernmar runt mellan Helsingborg, Stockholm, Örebro, Västerås och Borås. Bernmar gjorde karriär inom Turitz & Co och deras EPA-varuhus där han avancerade från springpojke till varuhuschef. Karriären förde honom runt om i Sverige och han spelade därför för många klubbar i de lägre serierna: IFK Västerås, Örebro SK, Fritsla IF och Mariedals IK. Under hans tid på EPA i Helsingborg spelade han i Helsingborgs IF:s b-lag och var även allsvensk reservspelare vid några tillfällen.

### Lagledare i Djurgården och IFK Göteborg
Från 1950 verkade Bernmar i Stockholm och var lagledare i Djurgårdens IF. Tillsammans med tränaren Frank Soo satte Bernmar sin prägel på laget genom stenhård fysisk träning. Träningsfilosofin gav resultat och förutom SM-guldet 1955 var laget obesegrade i 16 raka omgångar. Han lämnade Djurgården strax innan SM-guldet var klart för att ta över IFK Göteborg. Bernmar kunde som lagledare i Göteborg tillsammans med tränaren Walter Probst leda laget till det första SM-guldet på 16 år 1958. 1956 började han arbeta på Turitz-ägda Ferd. Lundquist & Co som blev Nordiska kompaniet 1967. Han var bland annat försäljningschef och reklamchef fram tills 1975.

### Ishockey och Frölunda
Under 1960-talet lämnade han under vintertid fotbollen för ishockeyn och Västra Frölunda IF, där han var ordförande för ishockeysektionen 1960–1962. Göteborg saknade ett etablerat ishockeylag även om Frölunda och även Gais försökt. Bernmar var drivande kraft i en satsning som inte bara lyckades skapa ett etablerat elitlag från Göteborg utan även ledde till ett SM-guld. År 1965 tog laget SM-guld med de omtalade värvningarna från 1960, Ronald "Sura-Pelle" Pettersson och Lars-Eric Lundvall i truppen. Sedermera gavs han smeknamnet "Rövarn" för att han inte tvekade att locka till sig konkurrenternas storstjärnor.

### Klubbdirektör i IFK Göteborg
År 1974 återkom Bernmar till IFK Göteborg som harvade i dåvarande division två. Det var den socialdemokratiska politikern och IFK Göteborgs tidigare ordförande Erik Johannesson som övertygande Bernmar om en återkomst. Bernmar valdes in i styrelsen och var vice ordförande fram till 1978. Det var under denna period Bernmar blev klubbdirektör. Bernmar ledde arbetet med att förbättra föreningens ekonomi och därmed möjliggöra byggandet av ett starkt lag som kunde avancera till allsvenskan. Etablerade landslagsspelare som Björn Nordqvist, Ove Kindvall och Ralf Edström köptes till laget. En ung Torbjörn Nilsson värvades också till det lagbygge som så småningom vann Uefa-cupen 1982, tränade av Sven-Göran Eriksson från Torsby som Bernmar värvat från Degerfors IF i Värmland. Då hade också spelare som Thomas Wernerson och Stig Fredriksson anslutit.
Innan Bernmar drog sig tillbaka som ledare fick han uppleva en ytterligare Uefa-cupseger, 1987. 1988 tog Thomas Wernerson och Stig Fredriksson över som klubbdirektörer.

## Privatliv
Bernmar är morfar till Göteborgspolitikern Daniel Bernmar. Han är begravd på Östra kyrkogården, Göteborg